# GLAAD Media Awards
GLAAD Media Award — американская премия, ежегодно присуждаемая организацией ГЛААД в различных ветвях средств массовой информации за выдающееся представление ЛГБТ-сообщества и проблем, затрагивающих жизни его членов. Награды вручаются в областях кино, телевидения, театра, музыки, журналистики и рекламы.

## Категории
Первые ежегодные премии присуждались лауреатам в 7 конкурсных номинациях в сфере телевидения, однако с течением времени конкурсные номинации были расширены в связи с необходимостью признания заслуг иных сфер развлечения, включая кино, театр, музыку, печатные и цифровые средства массовой информации, а также были введены дополнительные номинации для испаноязычных СМИ и отдельная номинация «специального признания» для награждения тех СМИ, которые не подходят под одну из выделенных ранее номинаций.
Многие из номинаций с каждым годом претерпевали изменения, например, «объединялись» или вообще упразднялись. Одним из значимых примеров является, например, исключение номинации «выдающаяся дневная драма» в 2011 году, что отражало неуклонное снижение популярности англоязычных «мыльных опер». По состоянию на 2018 год ГЛААД награждает лауреатов в 27 различных англоязычных номинациях и 12 испаноязычных номинациях, однако возможны исключения в том случае, если в год проведения премии не было выдающихся произведений, то ГЛААД исключает данную номинацию из повестки премии.
На 2018 год в список GLAAD Media Award из 38 номинаций входят такие категории, как:
- «Лучший фильм» широкого проката, которой удостаивались «Часы» (2003), «Играй как Бэкхем» (2004), «Кинси» (2005), «Горбатая гора» (2006), «Маленькая мисс Счастье» (2007), «Звёздная пыль» (2008), «Милк» (2009), «Одинокий мужчина» (2010), «Детки в порядке» (2011), «Начинающие» (2012), «Хорошо быть тихоней» (2013), «Филомена» (2014), «Игра в имитацию» (2015), «Кэрол» (2016), «Лунный свет» (2017), «Назови меня своим именем» (2018), «С любовью, Саймон» (2019), «Образование» (2020)
- «Лучший фильм» ограниченного проката, которой удостаивались «Отголоски прошлого» (2010), «Я люблю тебя, Филлип Моррис» (2011), «Сейчас или никогда» (2013), «Стёртая личность» (2019), «Подруга» (2020) и другие фильмы
- «Лучший документальный фильм», которой награждается лучший документальный фильм, связанный с ЛГБТ.
- «Лучший драматический сериал», в которой были отмечены «Клиент всегда мёртв» (2003, 2005), «Секс в другом городе» (2006), «Братья и сёстры» (2007—2010), «Настоящая кровь» (2011), «Анатомия страсти» (2012), «Успех» (2013), «Фостеры» (2014), «Как избежать наказание за убийство» (2015), «Восьмое чувство» (2016), «Сумеречные охотники» (2017), «Это мы» (2018), «Поза» (2019, 2020)
- «Лучший комедийный сериал», в которой награду получали «Уилл и Грейс» (2003, 2005, 2006), «Секс в большом городе» (2004), «Дурнушка» (2007, 2008), «Отчаянные домохозяйки» (2009), «Хор» (2010—2011), «Американская семейка» (2012), «Новая норма» (2013), «Оранжевый — хит сезона» (2014), «Очевидное» (2015—2017), «Бруклин 9-9» (2018), «Жизнь» (2019), «Шиттс Крик» (2020)
- Выдающийся музыкант[англ.], присуждаемая музыкантам, чьи песни, музыкальные клипы или живые выступления способствовали ускорения признания прав ЛГБТ-сообщества, при этом музыкант может быть как геем, так и просто сторонником ЛГБТ-движения. Премия присуждается исполнителю, выпустившему полноформатный альбом или сингл в течение текущего года, и релиз должен был быть выпущен через крупный музыкальный розничный магазин и/или крупный музыкальный интернет-магазин. Помимо самого альбома, при отборе номинантов и лауреатов премии могут учитываться интервью СМИ, публичные заявления и другая информация. Среди лауреатов данной номинации Scissor Sisters (трижды, в 2005,в 2007, в 2011), Against me! (2015), Леди Гага (2012), Lil Nas X (2020) и другие исполнители
- «Выдающаяся цифровая мультимедиа-журналистика», номинантом в которой в 2014 году была Алена Миньковская, дочь олимпийской чемпионки по фигурному катанию Ирины Родниной, за программу «Бисексуалы дождались своей очереди в Белом доме»
- «Выдающаяся видеоигра», выдаваемая с 2019 года. Лауреатом этой премии стали The Elder Scrolls Online: Summerset (2019) и The Outer Worlds (2020).
- Также вручаются призы за лучший фильм в ограниченном прокате, отдельный эпизод сериала, телефильм или мини-сериал, документальный фильм, реалити-шоу, мыльную оперу, сюжет, комикс и т. д.

## Специальные награды
- Премия «Союзник» (англ. Ally Award) присуждается медиа-фигурам, неоднократно использовавшим своё положение для поддержки и продвижения ЛГБТ-равенства. Награда вручалась дважды — ей были удостоены кинорежиссёр Бретт Ратнер (2013) и певица Мэрайя Кэри (2016)[4][5].
- Премия «Призыв к переменам» (англ. Advocate for Change Award) присуждается людям, которые своей работой изменили правила игры для ЛГБТК-людей по всему миру. Награда вручалась дважды — ей были удостоены бывший президент США Билл Клинтон (2013) и певица Мадонна (2019)[6][7].
- Премия Дэвидсона/Валентини (англ. Davidson/Valentini Award), названная в честь первого исполнительного директора ГЛААД Крейга Дэвидсона и его партнёра Майкла Валентини, вручается открытым ЛГБТ-людям, которые внесли заметный вклад в продвижение равенства.
- Лучшие в медиа-индустрии (Excellence in Media Award) вручается представителям индустрии развлечений, которые своей работой способствовали увеличению видимости и понимания гей-сообщества. Среди лауреатов — Бабрара Уолтерс (1996), Боб и Харви Вайнштейн (1998), Ванесса Редгрейв (2001), Гленн Клоуз (2002), Джулианна Мур (2004), Билли Кристал (2005), Тайра Бэнкс (2009), Джой Бехар (2010), Расселл Симмонс (2011), Келли Рипа (2015), Роберт Де Ниро (2016), Дебра Мессинг (2017)
- Золотые ворота (Golden Gate Award) вручается профессионалам в области СМИ за увеличение видимости и понимания гей-сообщества. Лауреаты — Брук Шилдс (2002), Стокард Чэннинг (2003), Меган Маллалли (2004), Дженнифер Билз (2005), Дженнифер Тилли (2006), Сибилл Шеперд (2010), Ким Кэтролл (2011), Шонда Раймс (2012)
- Премия Стивена Ф. Колзака (Stephen F. Kolzak Award), названная в честь известного кастинг-директора и гей-активиста, вручается открытым геям за работу по борьбе с гомофобией. Обладателями премии в разные годы становились Иэн Маккеллен (1993), Эллен Дедженерес (1998), Мелисса Этеридж (1999), Энн Хеч (2000), Билл Кондон (2005), Мартина Навратилова (2007), Руфус Уэйнрайт (2008), Джин Робинсон (2009), Ванда Сайкс (2010), Чез Боно (2012), Лаверна Кокс (2014), Роланд Эммерих (2015), Руби Роуз (2016), Трой Сиван (2017), Джим Парсонс (2018), Шон Хейс (2019), Джанет Мокк (2020)
- Авангард (Vanguard Award) вручается представителям шоу-бизнеса за вклад в продвижение равных прав для ЛГБТ. Лауреаты — Аарон Спеллинг (1994), Шер (1998), Вупи Голдберг (1999), Элизабет Тейлор (2000), Ширли Маклейн (2002), Антонио Бандерас (2004), Лайза Миннелли (2005), Шарлиз Терон (2006), Дженнифер Энистон (2007), Джанет Джексон (2008), Кэти Гриффин (2009), Дрю Бэрримор (2010), Кристин Ченовет (2011), Джош Хатчерсон (2012), Дженнифер Лопез (2014), Майли Сайрус (2015), Деми Ловато (2016), Патриша Аркетт (2017), Бритни Спирс (2018), Бейонсе и Jay-Z (2019), Тейлор Свифт (2020)
- Премия Вито Руссо (Vito Russo Award), названная в честь одного из основателей GLAAD, вручается открытым геям и лесбиянкам в индустрии развлечений за выдающийся вклад в борьбу с гомофобией. Среди обладателей премии — k.d. lang (1998), Ру Пол (1999), Нейтан Лейн (2002), Рози О'Доннелл (2003), Черри Джонс (2004), Алан Камминг (2005), Дэвид Лашапель (2006), Брайан Грэден (2008), Том Форд (2007), Синтия Никсон (2010), Рики Мартин (2011), Андерсон Купер (2013), Джордж Такей (2014), Билли Портер (2017), Самира Уайли (2018), Энди Коэн (2019)
- Особое признание (Special Recognition), выданная в 2020 году. Лауреатами стали: сериал Особенный, редактор Los Angeles Blade Карэн Окамб, основатель и журналист Philadelphia Gay News Марк Сигал[8].